# 미국의 연방 대법원장
미국 연방 대법원장은 미국 연방 대법원의 수장이자 재판장이다. 대법원장은 미국 연방 대법원을 이루는 9명의 판사 중 한 명이 된다. 나머지 8명은 미국의 연방 대법원 대법관이 된다. 대법원장은 미국에서 최고의 법관이며, 연방 법원에 대한 최고 행정 책임자로 활동하며 미국 법원 사무국 장관을 임명한다. 대법원장은 사법부의 대변인으로서의 역할도 한다.
연방 대법원장은 연방 대법원의 업무를 주도한다. 법정에서의 변론을 주관하고, 판결에서 법정의견 등 개별 의견의 집필자를 결정하기도 한다. 미국 대통령의 탄핵 재판은 과거에 세 번 있었는데, 그 때마다 연방 대법원장은 상원에서 탄핵심사를 관장하였다. 또한 연방 대법원장은 미국의 대통령에 취임 선서를 하게 하는 의례상의 의무를 진다.
초대 대법원장은 존 제이이다. 현재 대법원장은 존 로버츠이다.

## 역대 대법원장
| No | 이름                   | 초상 | 재임기간                          | 재임일수 | 임명자                 | 임명자의 정당 |
| -- | ---------------------- | ---- | --------------------------------- | -------- | ---------------------- | ------------- |
| 1  | 존 제이                |      | 1789년 9월 26일~1795년 6월 29일   | 2103일   | 조지 워싱턴            |               |
| 2  | 존 러틀리지 §, ¤       |      | 1795년 7월 1일~1795년 12월 28일   | 181일    | 조지 워싱턴            |               |
| 3  | 올리버 엘즈워스        |      | 1796년 3월 4일~1800년 9월 30일    | 1670일   | 조지 워싱턴            |               |
| 4  | 존 마샬                |      | 1801년 1월 31일~1835년 7월 6일†   | 12574일  | 존 애덤스              | 연방당        |
| 5  | 로저 B. 토니           |      | 1836년 3월 15일~1864년 10월 12일† | 10438일  | 앤드루 잭슨            | 민주당        |
| 6  | 새먼 P. 체이스         |      | 1864년 12월 6일~1873년 5월 7일†   | 3074일   | 에이브러햄 링컨        | 공화당        |
| 7  | 모리슨 웨이트          |      | 1874년 3월 4일~1888년 3월 23일†   | 5134일   | 율리시스 S. 그랜트     | 공화당        |
| 8  | 멜빌 풀러              |      | 1888년 10월 8일~1910년 7월 4일†   | 7939일   | 그로버 클리블랜드      | 민주당        |
| 9  | 웨드워드 D. 화이트 °   |      | 1910년 12월 19일~1921년 5월 19일† | 3805일   | 윌리엄 H. 태프트       | 공화당        |
| 10 | 윌리엄 하워드 태프트 ♦ |      | 1921년 7월 11일~1930년 2월 3일    | 3130일   | 워런 G. 하딩           | 공화당        |
| 11 | 찰스 E. 휴즈 ¤         |      | 1930년 2월 24일~1941년 6월 30일   | 4145일   | 허버트 후버            | 공화당        |
| 12 | 할란 피스커 스톤 °     |      | 1941년 7월 3일~1946년 4월 22일†   | 1755일   | 프랭클린 D. 루즈벨트   | 민주당        |
| 13 | 프레드 M. 빈슨         |      | 1946년 6월 24일~1953년 9월 8일†   | 2634일   | 해리 S. 트루먼         | 민주당        |
| 14 | 얼 워렌                |      | 1953년 10월 5일~1969년 6월 23일   | 5741일   | 드와이트 D. 아이젠하워 | 공화당        |
| 15 | 워렌 E. 버거           |      | 1969년 6월 23일~1986년 9월 26일   | 6305일   | 리처드 닉슨            | 공화당        |
| 16 | 윌리엄 렌퀴스트 °      |      | 1986년 9월 26일~2005년 9월 3일†   | 6918일   | 로널드 레이건          | 공화당        |
| 17 | 존 로버츠              |      | 2005년 9월 29일~                  | 7139일 ‡ | 조지 W. 부시           | 공화당        |